# Connect (chanson de ClariS)
Pour les articles homonymes, voir Connect.
Singles de ClariS
Irony
(2010) Nexus
(2011)
Pistes de Birthday
Flowery
(6) Promise
(8)
Connect (コネクト, Konekuto) est une chanson pop du duo d'idoles japonaises ClariS, écrite par Shō Watanabe. C'est le second single du groupe sorti le 2 février 2011 chez SME Records. La chanson a été utilisée comme le générique d'introduction de la série télévisée anime de 2011 Puella Magi Madoka Magica. Un clip a été produit pour "Connect", dirigé par Takumi Shiga. Le single a culminé à la 5e place du classement musical hebdomadaire japonais de l'Oricon.

## Composition
"Connect" est une chanson pop japonaise avec l'instrumentation de piano, de violon et de batterie. Selon un livre de partitions publié par Shinko Music Entertainment, elle est réglée sur une mesure de tempscommun et se déplace sur un tempo de 175 battements par minute. À partir d'une tonalité de Ré mineur, l'introduction commence uniquement avec le piano accompagnant les chants de ClariS dans la mélodie du refrain. Un pont est utilisé en Sol bémol majeur avec des tambours ajoutés et du violon pour passer au premier couplet en Do mineur, qui retourne en Sol bémol majeur avec le refrain. Après un autre pont, toujours en Sol bémol, ce modèle est répété pour le deuxième couplet et le refrain avec la même musique avec des paroles différentes. La deuxième tonalité passant de Do mineur à Sol bémol majeur est le dernier changement tonale de la chanson. Un break est employé pour passer à un court troisième couplet, suivie du refrain en tant qu'outro. Une coda est utilisée pour terminer la chanson.
Lorsque Shō Watanabe écrivait la chanson, le producteur d'Aniplex Atsuhiro Iwakami est intervenu pour en changer la composition initiale à ce qu'il est finalement devenu. Clara avait d'abord eu du mal à exprimer son émotion au cours de la première moitié de la chanson, puis elle a réussi à chanter soigneusement sans se mettre trop de pression. Clara et Alice ont pu facilement comprendre les paroles. L'illustration de couverture présente des boules de bonbons multicolores formant "ClariS"; la direction artistique et le design ont été confiés à Motohiro Yamazaki.

## Sortie et réception
"Connect" a été publié dans une édition régulière et deux limitées, le 2 février 2011, en CD par la SME Records au Japon,,. L'une des versions d'édition limitée a été emballée avec des artworks de Puella Magi Madoka Magica et contenait également une version courte de "Connect" au lieu de sa version instrumentale. L'autre édition limitée a été livrée avec un DVD contenant le clip pour "Connect". Le single a culminé à la 5e place du classement musical hebdomadaire japonais de l'Oricon et y resté classé pendant 53 semaines. "Connect" a débuté et a culminé sur la 17e place du Japan Hot 100 de Billboard . En janvier 2012, "Connect" a été certifié Or par le Recording Industry Association of Japan (R.I.A.J.) pour les 100 000 copies expédiées.

## Vidéoclip
Le vidéoclip est entièrement généré par ordinateur et est dirigé par Takumi Shiga. Il commence par l'image d'un carrousel tournant orbité par deux petites boules, une rose et l'autre bleue. Tout au long de la vidéo, divers objets sont principalement représentés en rotation tout en étant entourés de nombreuses boules multicolores, bien que la plupart des images se composent de fruits et de desserts. D'autres objets montrés moins en évidence incluent des choses telles que des ciseaux, des talons hauts, une horloge, un ensemble de portes et un globe oculaire. La vidéo se termine avec les deux boules rose et bleue en orbite continuent à se rapprocher l'une de l'autre jusqu'à ce qu'elles se chevauchent.

## Liste des pistes
| 1.    | Connect (コネクト, Konekuto)                | Shō Watanabe     | Shō Watanabe     | Atsushi Yuasa                   | 4:27 |
| 2.    | Dreamin'                                    | Toshikazu Kadono | Toshikazu Kadono | Takuya Harada, Toshikazu Kadono | 4:33 |
| 3.    | Kimi to Futari (キミとふたり)               | Carlos K.        | Carlos K.        | Carlos K.                       | 4:09 |
| 4.    | Connect (コネクト, Konekuto) (Instrumental) |                  | Shō Watanabe     | Atsushi Yuasa                   | 4:27 |
| 17:48 |                                             |                  |                  |                                 |      |

| Madoka Magica limited edition | Madoka Magica limited edition         | Madoka Magica limited edition | Madoka Magica limited edition | Madoka Magica limited edition   | Madoka Magica limited edition | Madoka Magica limited edition | Madoka Magica limited edition | Madoka Magica limited edition | Madoka Magica limited edition |
| No                            | Titre                                 | Paroles                       | Musique                       | Arrangement                     | Durée                         |                               |                               |                               |                               |
| ----------------------------- | ------------------------------------- | ----------------------------- | ----------------------------- | ------------------------------- | ----------------------------- | ----------------------------- | ----------------------------- | ----------------------------- | ----------------------------- |
| 1.                            | Connect (コネクト, Konekuto)          | Shō Watanabe                  | Shō Watanabe                  | Atsushi Yuasa                   | 4:27                          |                               |                               |                               |                               |
| 2.                            | Dreamin'                              | Toshikazu Kadono              | Toshikazu Kadono              | Takuya Harada, Toshikazu Kadono | 4:33                          |                               |                               |                               |                               |
| 3.                            | Kimi to Futari (キミとふたり)         | Carlos K.                     | Carlos K.                     | Carlos K.                       | 4:09                          |                               |                               |                               |                               |
| 4.                            | Connect (コネクト, Konekuto) (TV Mix) | Shō Watanabe                  | Shō Watanabe                  | Atsushi Yuasa                   | 1:33                          |                               |                               |                               |                               |
| 14:55                         |                                       |                               |                               |                                 |                               |                               |                               |                               |                               |

| 1. | Connect (コネクト, Konekuto) (Clip) | 4:27 |

### Personnel
| ClariS - Clara – Chant - Alice – Chant | Production - Takashi Koiwa – Mixage audio - Kōtarō Kojima – Mastering - Motohiro Yamazaki – Design, Direction artistique |

## Classements
| Classement (2011)          | Meilleure position |
| -------------------------- | ------------------ |
| Japan Hot 100 de Billboard | 17                 |
| Weekly Singles de l'Oricon | 5                  |